# 윤사봉
윤사봉(1980년 6월 5일~)은 대한민국의 배우이다. 후너스엔터테인먼트 소속이며, 뮤지컬 《넌센스》로 데뷔하였다.

## 학력
- 경성대학교 연극영화과(학사)

## 출연 작품

### 드라마
- 2017~2018년 KBS1 일일드라마 《미워도 사랑해》 - 박보금 역
- 2018년 MBC 월화드라마 《검법남녀》 - 장후남 역 (5회~8회 특별출연)
- 2019년 tvN 토일드라마 《아스달 연대기》 - 해투악 역
- 2019년 KBS2 월화드라마 《조선로코 - 녹두전》 - 강순녀 역
- 2020년 tvN 토일드라마 《하이바이, 마마!》 - 미동댁 역
- 2020년 JTBC 수목드라마 《사생활》 - 양인숙 역
- 2021년 JTBC 토요드라마 《알고있지만,》 - 유정숙 역
- 2021년 SBS 월화드라마 《홍천기》 - 견주댁 역
- 2022년 JTBC 토일드라마 《기상청 사람들: 사내연애 잔혹사 편》 - 오명주 역
- 2022년 KBS2 월화드라마 《크레이지 러브》 - 홍여사 역
- 2022년 Netflix 드라마 《안나라수마나라》 - 집주인 역
- 2022년 SBS 월화드라마 《트롤리》 - 김빛나 역
- 2023년 Disney+ 드라마 《무빙》 - 윤사봉 역
- 2023년 Netflix 드라마 《마스크걸》 - 예춘의 어머니 역
- 2023년 tvN 토일드라마 《아라문의 검》 - 해투악 역
- 2024년 MBC 금토드라마 《밤에 피는 꽃》 - 장소운 역
- 2024년 tvN 드라마 《O'PENing - 그랜드 샤이닝 호텔》 - 서은숙 역
- 2024년 SBS 금토드라마 《커넥션》 - 정연주 역

### 영화
- 2019년 《82년생 김지영》 - 정수현 역
- 2022년 《킹메이커》 - 만담녀 역
- 2022년 《정직한 후보 2》 - 윤사봉 역 (우정출연)

### 공연
- 2007년~2008년 《헤어스프레이》 - 앙상블 역
- 2008년~2009년 《시간에》 - 이팔자 역
- 2008년~2010년 《오! 당신이 잠든 사이》 - 정숙자 역
- 2010년 《형제는 용감했다》 - 예산댁 역
- 2010년 《금발이 너무해》 -폴렛 역
- 2011년 《젊음의 행진》 - 담임 선생님 역
- 2011년 《넌센스》 - 허버트 수녀 역
- 2011년 《젊음의 행진》 - 담임 선생님 / 김지현 역
- 2012년 《형제는 용감했다》 - 예산댁 역
- 2013년 《레미제라블》 - 앙상블 역
- 2014년~2015년 《빨래》 - 희정 엄마 역
- 2014년~2015년 《넌센스》 - 허버트 수녀 역
- 2014년~2015년 《어린이 넌센스》 - 허버트 수녀 역
- 2015년~2017년 《빨래》 - 희정 엄마 역
- 2016년 《줄리 앤 폴》 - 파리 시장 역
- 2017년 《엘리펀트 송》 - 피터슨 역
- 2022년 《사랑의 불시착》 - 마영애 역
- 2023년~2024년 《레베카》 - 반 호퍼 부인 역
- 2024년 《마리 앙투아네트》 - 로즈 베르텡 디자이너 역
- 2024년~2025년 《마타하리》 - 안나 역

## 수상
- 2008년 제 2회 대구뮤지컬 어워즈 여우상
- 2024년 SBS 연기대상 미니시리즈 장르•액션 부문 여자 조연상